# Charles Michael Jarrell

Bischofswappen von Charles Michael Jarrell

Charles Michael Jarrell (* 15. Mai 1940 in Opelousas) ist ein US-amerikanischer Geistlicher und emeritierter Bischof von Lafayette.

## Leben
Charles Michael Jarrell empfing am 3. Juni 1967 die Priesterweihe.
Papst Johannes Paul II. ernannte ihn am 8. Mai 1990 zum Bischof von Houma-Thibodaux. Der Erzbischof von New Orleans, Francis Schulte, spendete ihm am 4. März des nächsten Jahres die Bischofsweihe; Mitkonsekratoren waren Warren Louis Boudreaux, Altbischof von Houma-Thibodaux, und Gerard Louis Frey, emeritierter Bischof von Lafayette.
Am 8. November 2002 wurde er ebenfalls von Papst Johannes Paul II. zum Bischof von Lafayette ernannt und am 18. Dezember desselben Jahres in das Amt eingeführt.
Seinem Rücktritt am 17. Februar 2016 wurde von Papst Franziskus stattgegeben.